# Landres-et-Saint-Georges
 Landres-et-Saint-Georges  là một xã ở tỉnh Ardennes, thuộc vùng Grand Est ở phía bắc nước Pháp.